# Cardamine amplexicaulis
Cardamine amplexicaulis är en korsblommig växtart som beskrevs av Haens. och Heinrich Moritz Willkomm. Cardamine amplexicaulis ingår i släktet bräsmor, och familjen korsblommiga växter. Inga underarter finns listade i Catalogue of Life.